# Ньюгейтська в'язниця
51°30′56″ пн. ш. 0°06′07″ зх. д. / 51.515691666667° пн. ш. 0.10191944444444° зх. д.

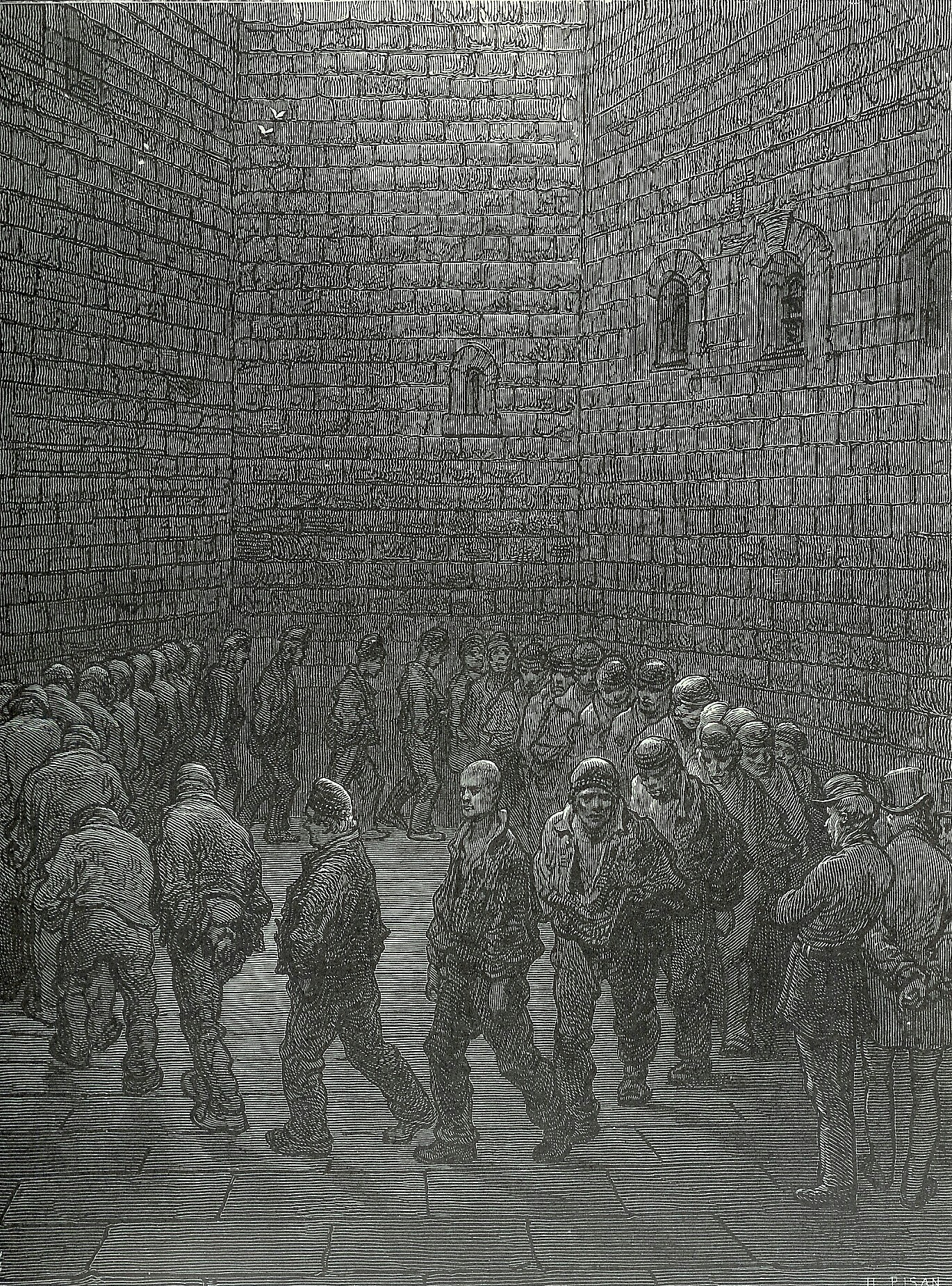
Прогулянка в'язнів у дворі Ньюгейтської в'язниці. Гравюра Г. Доре (1872)

 Ньюгейтська в'язниця (англ. Newgate Prison) — головна в'язниця Лондона впродовж 700 років, з 1188 до 1902 року.

## Історія
Ньюгейтська в'язниця була розташована біля північної або Нової брами (New gate) лондонського Сіті, поряд з кримінальним судом Олд-Бейлі, звідки у в'язницю доправляли засуджених до смертної кари.
Серед в'язнів Ньюгейтської в'язниці були такі достойні люди, як Томас Мелорі, який написав «Смерть Артура», і Вільям Пенн, чиїм ім'ям названо штат Пенсільванія. Казанова потрапив до Ньюгейту за двоєженство, Дефо — за поширення сатиричних памфлетів, а Бен Джонсон — за дуель з іншим актором. Двері камери, де провів останні дні перед стратою ірландський архієпископ Олівер Планкетт (згодом причислений до лику святих), нині виставлені в католицькому храмі міста Дроеда як священна реліквія.
20 жовтня 1862 року у стінах в'язниці була публічно страчена Кетрін Вільсон — медсестра і, як підозрювали, серійна вбивця, що позбавила життя шістьох людей (це була остання в історії Британії страта жінки шляхом повішення).
Середньовічна будівля, закладена ще засновником династії Плантагенетів, до XVIII століття вже не відповідала вимогам безпеки. Наприклад, відомий грабіжник Джек Шеппард, перш ніж його повісили 1724 року, зумів тричі втекти з Ньюгейта. У 1770-і роки старовинну споруду в'язниці було знесено, а на її місці Джордж Данс збудував нову, де «пристойні» в'язні та «набрід» були розведені по різних корпусах. Через два роки після завершення будівництва спалахнув бунт лорда Гордона. В'язницю підпалили, 300 в'язнів вирвалися на свободу, інші задихнулися в диму.
1783 року до стін Ньюгейтської в'язниці з Тайберна був перенесений знаменитий лондонський ешафот. Щораз аби подивитися на розправу зі злочинцями, тут збирався цілий натовп. Лише 1868 року під тиском громадської думки виконання смертних вироків було перенесено всередину в'язниці та закрито для відвідування публіки. Дзвін, який сповіщав про початок страти, нині виставлений під склом в сусідній церкви Гробу Господнього на Голборні.
Міська влада обмежувала доступ в тюрми стороннім. Аби відвідати когось із в'язнів, слід було отримати особистий дозвіл лорда-мера Лондона. Знаменита філантропістка Елізабет Фрай (1780—1845) була вражена умовами, в яких містилися у в'язниці жінки та діти. Зібрані нею матеріали справили таке враження на Палату громад, що було прийнято рішення розділити величезні зали на камери, а 1902 року в'язницю взагалі знесли. На її місці було споруджено нову будівлю кримінального суду Олд-Бейлі.

## У літературі
- Жахливі умови, в яких утримувалися ув'язнені Ньюгейта, описані Діккенсом в «Нарисах Боза», «Олівері Твісті», «Барнебі Раджі» та «Великих сподіваннях».
- У Ньюгейті народилася «вбивця, повія та злодійка» Молль Флендерс з однойменного роману Дефо.